# 1868 en musique
| \| • Retour à la chronologie générale de la musique populaire • \| |
| XXIe siècle • XXe siècle • XIXe siècle • XVIIIe siècle XVIIe siècle • XVIe siècle • XVe siècle • XIVe siècle XIIIe siècle • XIIe siècle • XIe siècle • Xe siècle IXe siècle • VIIIe siècle • Haut Moyen Âge • Rome • Grèce |
| • Retour à la chronologie générale de la musique populaire • |

| • Retour à la chronologie générale de la musique populaire • |

| Années de la musique populaire : 1865 - 1866 - 1867 - 1868 - 1869 - 1870 - 1871    |
| Décennies de la musique populaire : 1830 - 1840 - 1850 - 1860 - 1870 - 1880 - 1890 |

## Événements et œuvres

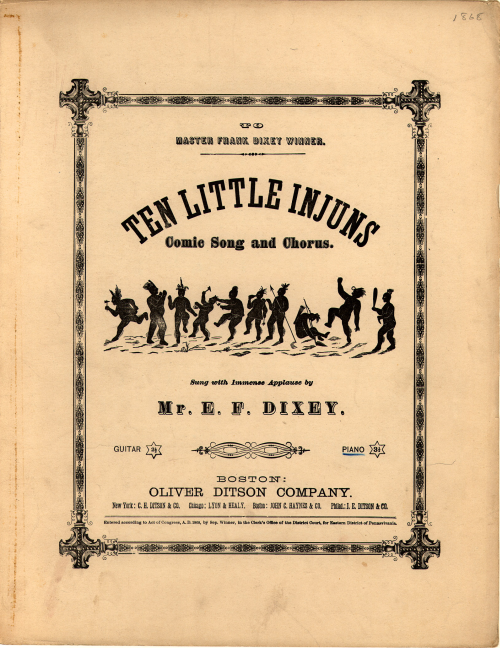
Ten Little Injuns

- Gustave Courbet peint le portrait de son ami le chansonnier, poète et goguettier Pierre Dupont.

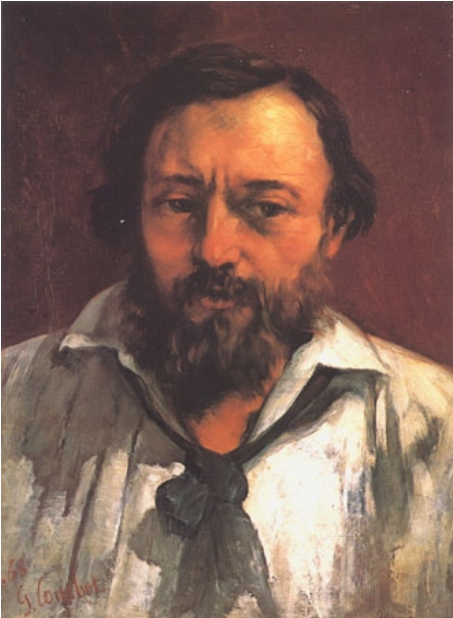
Portrait de Pierre Dupont par Gustave Courbet, Staatliche Kunsthalle à Karlsruhe

- Jean Baptiste Clément, Dansons la capucine, dans le recueil 89 !... Les Souris. Dansons la capucine publié à Paris chez Defaux[1].
- Antoine Renard compose la musique de la chanson Le Temps des cerises[2].
- O Little Town of Bethlehem, chant de Noël anglais écrit par Phillips Brooks, mélodie de Lewis H. Redner.
- Septimus Winner compose la chanson Ten Little Injuns pour un minstrel show[3].
- Louis Jouve, Recueil nouveau de vieux Noëls inédits en patois de la Meurthe et des Vosges, Nancy, A. Lepage[4].
- Quel ami fidèle et tendre (anglais : What a Friend We Have in Jesus), hymne religieux protestant, musique de Charles Crozat Converse (en) sur un poème de Joseph M. Scriven (en)[5].

## Naissances
- 25 janvier : Juventino Rosas, musicien et compositeur mexicain, mort en 1894.
- 23 mars : John Carson, dit Fiddlin' John Carson, violoniste américain de musique country, mort en 1949.
- mai : William Krell, pianiste et compositeur américain de musique ragtime, un des premiers à publier en 1897 un ragtime The Mississippi Rag, mort en 1933.
- 21 août : Vess Ossman, banjoiste américain de ragtime, surnommé le « Roi du banjo », mort le 7 décembre 1923.
- 3 septembre : Jean Varney, auteur-compositeur-interprète français, mort en 1904.
- 14 septembre : Théodore Botrel, auteur-compositeur et interprète de chansons français († 26 juillet 1925).
- 20 octobre : Gabriel Montoya, docteur en médecine, interprète et parolier de nombreuses chansons, un des piliers du cabaret Le Chat noir, mort en 1914.
- 24 novembre : Scott Joplin, pianiste et compositeur afro-américain de ragtime, mort en 1917.